# 금산남초등학교
금산남초등학교는 대한민국 전라남도 고흥군 금산면 오천수원지길 15 (오천리)에 있었던 공립 초등학교이다.

## 연혁
- 1952년 3월 8일 금산남국민학교 개교
- 1996년 3월 1일 금산남초등학교 개칭
- 1997년 3월 1일 군교육청지정 소규모 협력 시범학교
- 1998년 11월 6일 표준학교 가꾸기 시범학교
- 2009년 3월 1일 금산초등학교로 통합